# Delfried Kaufmann
Delfried Kaufmann (* 27. Juni 1922; † 24. Februar 2015) war ein deutscher Romanautor und Erfinder der Figur Jerry Cotton, die auch Protagonist der erfolgreichen gleichnamigen Serie ist, die seit 1956 als Heftroman bei Bastei-Lübbe erscheint.
Kaufmann, im Hauptberuf Mitarbeiter des Waschmittelkonzerns Henkel, schrieb 1954 den ersten Jerry Cotton-Roman als Teil der Heftroman-Serie Bastei Kriminal-Roman. Nach rund 20 weiteren Heften um die Figur Jerry Cotton und seinen Freund und Kollegen Phil Decker, die teils von Kaufmann, teils von Kurt Reis und von Heinz Werner Höber verfasst wurden, startete Bastei 1956 eine eigenständige Jerry Cotton-Serie, deren erstes Heft ebenfalls Kaufmann schrieb.
Kaufmann verfasste insgesamt 47 Hefte der Serie, unter anderem Jubiläumsbände wie Heft 500, 1000 und 2000. Bis 1998 war die Identität des Erfinders von Jerry Cotton vom Verlag geheim gehalten worden, dann machte ein Zeitungsartikel von Jörg Weigand seinen Namen publik.
Er schrieb auch zwei Liebesromane, Gina gegen Hollywood und Abendkleid aus grauer Seide, die er unter seinem Namen publizierte.